# مستشعر نانوي
يشير مصطلح مستشعر نانوي (بالإنجليزية: Nanosensor) إلى كل نقاط الاستشعار الكيميائية والحيوية أو حتى الجراحية المستخدمة لتوصيل معلوماتٍ حول الجسيمات النانوية (بالإنجليزية: nanoparticles) إلى العالم المجهري. ما يجعل من أهم وظائفها بصورةٍ أساسيةٍ أنها تُستخدم لأغراضٍ طبيةٍ وكبواباتٍ لبناء المنتجات النانوية، ومنها على سبيل المثال رقاقات الحاسوب على الصعيد النانوي بالإضافة إلى تصنيع روبوتات النانو. هذا بالإضافة إلى أنه توجد في وقتنا الحالي العديد من الطرق المقترحة لصناعة مستشعرات النانو ومنها: الطباعة من أعلى إلى أسفل (بالإنجليزية: top-down lithograph)، التجميع من أسفل إلى أعلى (بالإنجليزية: bottom-up assembly)، والتجميع الذاتي الجزيئي (بالإنجليزية: molecular self-assembly).

## تطبيقات محتملة
تدور الاستخدامات الطبية لمستشعرات النانو بصورةٍ أساسيةٍ حول إمكانية استخدام مستشعرات النانو للتعرف بدقةٍ على خلايا خاصةٍ أو أماكنٍ معينةٍ مطلوب الوصل إليها داخل الجسم. فقد يكون للمستشعرات النانوية القدرة على التمييز بين والتعرف على خلايا معينةٍ، أغلبها مرتبط بالخلايا السرطانية، على المستوى الجزيئي، من خلال قياس التغير في الحجم، التركيز، الإزاحة والسرعة المتجهة، بالإضافة إلى القوى المغناطيسية، الكهربائية، والجاذبية، وكذلك التغير في الضغط درجة حرارة الخلايا داخل الجسم، وذلك بهدف توصيل الدواء أو ضبط تطور مناطقٍ معينةٍ داخل الجسم. هذا بالإضافة إلى أنها قد تكون قادرةً كذلك على استكشاف التنوعات الميكروسكوبية (المجهرية) من خارج الجسم وتوصيل هذه التغيرات للمنتجات النانوية الأخرى العاملة داخل الجسم كذلك.
وتتضمن إحدى أمثلة مستشعرات النانو استخدام الخواص الفلورية لنقاط سيلينيد الكادميوم الكمومية كمستشعراتٍ للكشف عن الأورام داخل الجسم. وذلك من خلال حقن الجسم بهذه النقاط الكمومية، حيث يستطيع الطبيب أن يرى مكان تواجد الورم أو الخلية السرطانية من خلال العثور على مكان تواجد تلك النقاط الكمومية، فهي طريقةٌ بسيطةٌ بسبب فلوريتها. ومن ثم سيتم بناء نقاط مستشعرات النانو الكمومية خصوصاً للعثور على خليةٍ معينةٍ فقط والتي قد تمثل مصدر خطورةٍ ما للجسم. حيث نلاحظ أن الجانب السلبي لنقاط سيلنيد الكادميوم، على الرغم من ذلك، هو أنها عالية السمية للجسم البشري. نتيجةً لذلك، يعمل الباحثون جاهدين لتطوير نقاطٍ بديلةٍ مصنوعةٍ من موادٍ أخرى أقل سميةٍ، وفي الوقت ذاته يكون لها القدرة على اكتساب بعض الخصائص الفلورية. حيق قاموا على الأخص بالبحث والاستقصاء في الفوائد الخاصة لنقاط كبريتيد الزنك الكمومية والتي، على الرغم من عدم كونها على نفس درجة فلورية سيلنيد الكادميوم، فإن لها القدرة على أن تتزايد مع المعادن الأخرى ومنها المنغنيز ومختلف عناصر اللانثينيدات. هذا بالإضافة إلى أن تلك النقاط الكمومية الجديدة تصبح أكثر فلوريةٍ عندما تلتحم بالخلايا المستهدفة. (كم) هذا وقد تشتمل الوظائف المتوقعة أو المحتملة الأخرى على مستشعراتٍ تُسْتَخْدَم لاستكشاف بعضاً من الأحماض النووية الخاصة، بهدف التعرف على العيوب الوراثية الواضحة، وخاصةً في حالات الأفراد المعرضون للخطورة العالية بالإضافة إلى المستشعرات المزروعة والتي يكون لها القدرة على استكشاف مستويات سكر الدم بصورةٍ آليةٍ لدى مرضى السكري، حيث يتم ذلك بصورةٍ أسهلٍ من المستكشفات المتوفرة حالياً. كما أن الحمض النووي قد يلعب دور الطبقة المضحية لتصنيع دارات السيموس المتكاملة (بالإنجليزية: CMOSIC)، وذلك من خلال دمج الجهاز النانوي مع القدرات الاستشعارية. ومن ثم فمن خلال استخدام الأنماط البروتينية والمواد المهجنة الجديدة، يمكن استخدام مستشعرات النانو الحيوية كذلك لتمكين المكونات المؤكدة داخل ركائز أشباه الموصلات الهجينة كجزءٍ من مُجَمَّع الدائرة. مع ملاحظة أن تطوير وتصغير مستشعرات النانو الجزيئية قد توفر فرصاً جديدةً مثيرةٍ لمجالات استخداماتها.
وغالباً ما تتضمن المنتجاتٍ الأخرى استخدام مستشعرات النانو لبناء داراتٍ متكاملةٍ أصغرُ حجماً، بالإضافة إلى دمجها ضمن البضائع الأخرى المختلفة والمصنعة بواسطة استخدام أشكال وتطبيقات تقانة الصغائر الأخرى، بهدف استخدامها في مجالاتٍ متنوعةٍ ومنها مجالات النقل، الاتصالات، تحسينات الوحدة أو الكُليَّة الهيكلية (التكامل الهيكلي)، بالإضافة إلى تصنيع روبوتات النانو. مما يجعل من مستشعرات النانو في نهاية المطاف منتجاتٍ قد يكون لها قيمتها العالية كضوابطٍ دقيقةٍ لحالات المادة بهدف استخدامها في تلك الأنظمة التي يُقَيَد فيها الحجم والوزن، كما هو الحال في الأقمار الصناعية وآلات الملاحة الجوية الأخرى.

## مستشعرات النانو القائمة
تتواجد أشهر المستشعرات النانوية الكتلية الوظيفية والمصنعة حديثاً في العالم البيولوجي، حيث تُسْتَخْدَم كمستقبلاتٍ طبيعيةٍ للتنبيه والتحفيز الخارجي. فعلى سبيل المثال، تقوم حاسة الشم وخاصةً عند الحيوانات التي يكون عندها تلك الحاسة قوية، ومنها الكلاب مثلاً، بوظيفتها من خلال استخدام مستقبلاتٍ تشعر وتحس بالجزيء النانوي. هذا وتستخدم بعض النباتات المستشعرات النانوية لاستكشاف ضوء الشمس؛ في حين تستخدم أنواعاً متعددةً من الأسماك مستشعرات النانو لاستكشاف الاهتزازات الضئيلة في بيئة المياه المحيطة؛ وتستكشف العديد من الحشرات كذلك المستشعرات النانوية لاستكشاف فرمونات الجنس.
حيث قام الباحثون في معهد جورجيا التقني بصناعة أحد نماذج المستشعر النانوي التركيبي العاملة في عام 1999. والذي تضمن توصيل جسيم فردي بنهاية أنبوب نانوي كربوني بالإضافة إلى قياس تردد ذبذبات أو رنين الأنبوب النانوي سواءً مع الجسيم أو بدونه. مع ملاحظة أن التناقض بين الترددين سمح للباحثين بقياس كتلة الجسيم المتصل بالأنبوب.
هذا وقد تم تصنيع المستشعرات الكيميائية كذلك من خلال استخدام الأنابيب النانوية لاستكشاف الخصائص المتنوعة للجزيئات الغازية. كما استُخْدِمَت الأنابيب النانوية الكربونية للإحساس بتأين الجزيئات الغازية في حين أن الأنابيب النانوية المصنوعة من التيتانيوم يتم توظيفها لاستكشاف التركيزات الجوية للهيدروجين على المستوى الجزيئي. حيث تتضمن العديد من تلك المهام نظاماً تعتمد مستشعرات النانو عليه في عمليات التصنيع، بهدف أن يكون بها جيباً محدداً لجزيءٍ آخرٍ، وعندما يتناسب ذلك الجزيء الخاص، والذي يكون هو فقط المناسب، مع مستشعرٍ نانويٍ محددٍ، ويضيء الضوء على سطح المستشعر النانوي، فإنه يقوم بعكس الطول الموجي للضوء، ومن ثم، يكون له لوناً آخراً.

## طرائق الإنتاج
تتواجد العديد من الطرائق المفترضة لتصنيع مستشعرات النانو. وهنا تُعَد الطباعة الحجرية من أعلى إلى أسفل الطريقة الأكثر شيوعاً في مجال تصنيع معظم الدارات المتكاملة في وقتنا الحالي. فهي تتضمن عملية البدء بحزمةٍ أكبرٍ من بعض المواد، ثم نحت النموذج المرغوب. مع ملاحظة أن تلك الأجهزة المنحوتة كانت تتسم بأحجامها الميكروية، إلا أن النماذج الأكثر حداثةً منها شرعت في دمج مكوناتٍ نانويةٍ.

بالإضافة إلى الطريقة السابقة، توجد طريقةٌ أخرى لتصنيع مستشعرات النانو والتي تتمثل في طريقة من أسفل إلى أعلى، والتي تتضمن تجميع المستشعرات من أكثر المكونات ضآلةً، والتي في الأغلب ما تكون ذراتٍ منفردةٍ أو حتى جزيئاتٍ. وهذا يتضمن تحريك ذرات مادةٍ معينةٍ واحدةً تلو الأخرى داخل أوضاعٍ محددةٍ والتي، على الرغم من تحقيقها في الاختبارات المعملية باستخدام أدواتٍ منها مجهر الطاقة الذرية (بالإنجليزية: atomic force microscopes)، ما زالت تمثل أكبر صعوبةٍ هامةٍ في المجال، وخاصةً في حالة التعامل مع الكتلة، سواءً بالنسبة لأسبابٍ منطقيةٍ أو لأسبابٍ اقتصاديةٍ. وفي الأغلب، تُسْتَخْدَم هذه العملية بصورةٍ أساسيةٍ بهدف تصنيع أو بناء جزيئاتٍ بادئةٍ للمستشعرات المجمعة ذاتياً. 

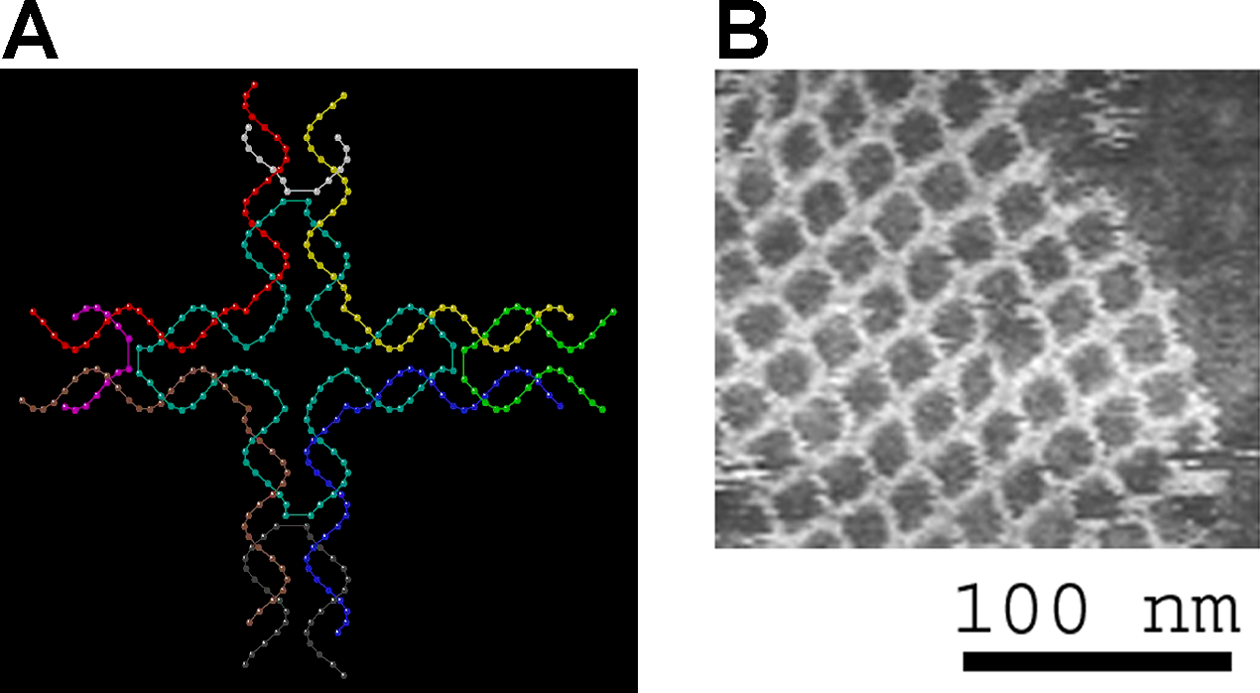
(أ) نموذج لجزيء الحامض النووي كباديء لتجمع ذاتي أكبر حجماً. (ب) صورة لمجهر طاقة ذرية لشبكة نانوية للحامض النووي المجمع ذاتياً. بلاط الحامض النووي الفردية المجمعة داخل شبكة نانوية للحامض النووي ثنائية الأبعاد ومرتبة بدرجةٍ عاليةٍ مؤقتةٍ.

أما الطريقة الثالثة والتي تُعَد واعدةً بنتائجٍ أكثر سرعةٍ، فتتضمن التجمع الذاتي، أو البنيات النانوية الخاصة «المتنامية» ليتم استخدامها كمستشعراتٍ. ويستلزم هذا في أغلب الأحوال واحداً من إثنين من التجميع. حيث يتضمن النوع الأول من المجمعات استخدام قطعةً من بنيةٍ نانويةٍ تم تصنيعها مسبقاً أو تكونت بصورةٍ طبيعيةٍ، ودمجها في ذراتٍ حرةٍ من نفس نوعها. وبعد مدةٍ زمنيةٍ محددةٍ، تجتذب وتأسر تلك البنية النانوية، والتي تتسم بأنها ذات سطح غير مستوٍ والذي يجعلها معرضةً لاجتذاب ججزيئاتٍ كاستمرارٍ لنموذجها الحالي، بعضاً من الذرات الحرة وتستمر في تشكيل المزيد من نفسها بهدف تكوين مكوناتٍ أضخم منها من المستشعرات النانوية.
أما النوع الثاني من التجمعات الذاتية فيبدأ بمجموعةٍ كاملةٍ فعلاً من المكونات والتي جَمَعَّت نفسها تلقائياً في منتجٍ نهائيٍ. وعلى الرغم من أن هذا كان ناجحاً فقط في تجميع رقاقات الحاسوب على المستوى الميكروي، فيأمل الباحثون لأن يكونوا قادرين في النهاية على أن يفعلوا الأمر ذاته على المستوى النانوي للعديد من المنتجات، ومنها مستشعرات النانو. إلا أنه عند التحدث وبدقة عن الرغبة في إنتاج ذلك المستشعر المقصود داخل المعمل، فإن ذلك الأمر يتطلب أن يقوم الباحثون بتصنيع مستشعراتٍ نانويةٍ أكثر سرعةٍ بكثير، والتي من المحتمل أن تكون أرخص تكلفةً من خلال السماح للعديد من الجزيئات بالتجمع ذاتياً مع القليل أو حتى بدون أي تأثيرٍ خارجيٍ، بدلاً من ضرورة تجميعها يدوياً في كل مستشعرٍ.

## التأثيرات الاقتصادية
على الرغم من أن تقانة مستشعرات النانو تُعَد مجالاً حديثاً نسبياً، إلا أن التوقعات العالمية لمبيعات المنتجات المدمجة مع مستشعرات النانو تتراوح من 0.6 مليار دولاراً أمريكياً إلى 2.7 مليار دولاراً أمريكياً في خلال الثلاث أو الأربع سنواتٍ القادمة. حيث أنه من المرجح أن يتم إدراجها في معظم الدوائر الأكثر حداثةٍ لأنظمة الحاسوب، وذلك بسبب قدرتها على توفير الصلة أو الرابط فيما بين الأشكال الأخرى لتقانة الصغائر، هذا بالإضافة إلى أن العالم المرئي العياني يسمح للمطورين بالاستغلال الكامل لقدرة تقانة الصغائر على تصغير أحجام رقائق الحاسوب في حين يتم زيادة وتوسيع سعتها التخزينية.
إلا أنه على الرغم من ذلك، يجب على مطوري مستشعرات النانو أن يتغلبوا على مشكلة التكلفة العالية الحالية للإنتاج، بهدف أن تُصبح مسألةً تستحق العناء ليتم تنفيذها في مجال المنتجات الاستهلاكية. هذا بالإضافة إلى أن موضوع موثوقية وصدق مستشعرات النانو ليست مناسبةً حتى وقتنا هذا لينتشر استخدامها، وبسبب نقص مؤنها، فإنه يجب تسويق مستشعرات النانو وتنفيذها خارج حدود المنشآت البحثية. ومن ثم، فإنه يجب أن تكون مستشعرات النانو متوافقةً مع معظم تقنيات المستهلك والتي من أجلها يتم تصنيعها، لتقوم بتعزيزها في نهاية المطاف.

## التأثيرات الاجتماعية
من الصعب تعريف التأثيرات الأخلاقية والاجتماعية وتصنيفها إلى تأثيراتٍ حميدةٍ وأخرى سيئةٍ عند مقارنتها بالتأثيرات الصحية والبيئية. حيث أن التقدمات في مجالي الكشف والاستشعار عن مختلف الأنواع الحيوية والكيميائية ذات القدرة والكفاءة المتزايدة قد تنقل آلياتٍ اجتماعيةٍ والتي كانت قد صُممت في الأصل بُناءً على الشك وعدم اليقين والمعلومات غير الدقيقة. فعلى سبيل المثال، القدرة على قياس الكميات المنخفضة بصورةٍ حادةٍ لملوثات الهواء أو المواد السامة في المياه تثير تساؤلاتٍ ومعضلات مشارف الخطر، خاصةً لو كانت التقدمات تلك والخاصة بالتقنية تفوق قدرة العامة على الرد. كما هو الحال مع المستشعرات الطبية لن تساعد فقط في التشخيص والعلاج، إلا أنها قد تساعد كذلك في التنبؤ بالملامح الشخصية للفرد. حيث سيضيف هذا للمعلومات المستخدمة من قِبَلْ شركات التأمين الطبي لتمنح أو تنكر مبالغ التأمين. هذا وتضمن العديد من القضايا الأخرى والتي تنبثق من الاستخدام واسع النطاق لمستشعرات النانو وأجهزة المراقبة غزو الخصوصية والقضايا الأمنية.